# Kamień runiczny z Bro

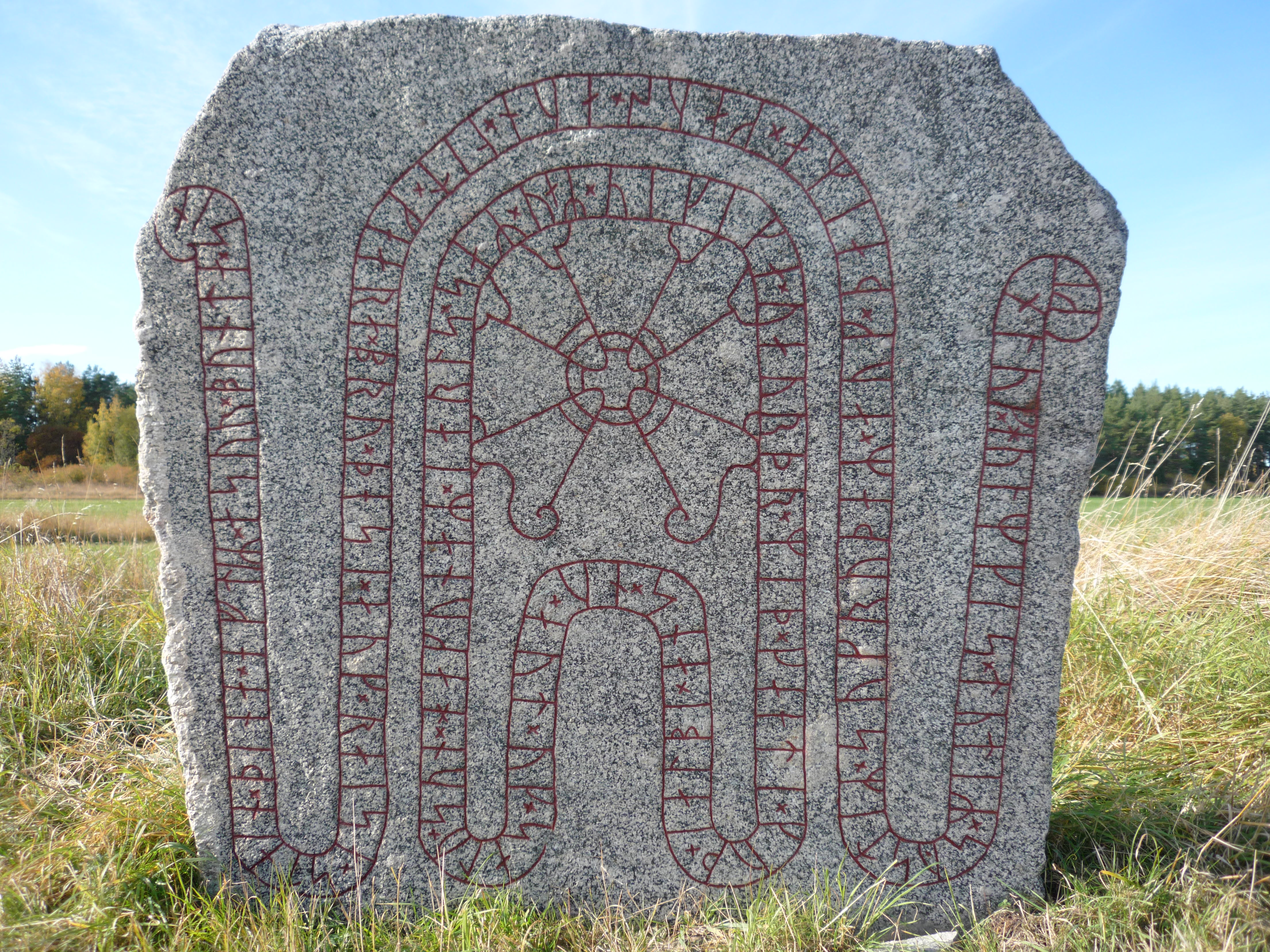
Kamień runiczny z Bro

Kamień runiczny z Bro (U 617) – pochodzący z XI wieku kamień runiczny, znajdujący się w miejscowości Bro w gminie Upplands-Bro w regionie Sztokholm w Szwecji.
Granitowy kamień o wysokości 1,5 m stoi przed miejscowym kościołem. Dawniej znajdował się wbudowany w portal drzwiowy świątyni, w 1886 roku został jednak wydobyty i przeniesiony na obecne miejsce. Na jego powierzchni wyryto inskrypcję o treści:
kinluk hulmkis tutiR systiR sukruþR auk þaiRa kaus aun lit keara bru þesi auk raisa stain þina eftiR asur bunta sin sun hakunaR iarls saR uaR uikika uaurþr miþ kaeti kuþ ialbi ans nu aut uk salu
„Ginnlaug, córka Holmgeira, siostra Sigröda i Gauta, ona zleciła wykonać ten most i wznieść ten kamień dla Atsura, swego męża, syna jarla Hakona, który, wraz z Gautem, był obrońcą przed wikingami. Boże, dopomóż teraz jego duszy.”